# 1941. Заборонена правда
«1941. Заборонена правда» (рос. «1941. Запрещённая правда») — український 5-серійний документальний фільм режисера Ігора Кобрина, виробництва студії «Телекон». Прем'єра фільму відбулася 7 лютого 2013 року на телеканалі «Україна».
Стрічка повністю супроводжується кінохронікою 1930—1940-х років; у фільмі використовуються історичні документи та свідчення очевидців. Документальна стрічка спирається в своїй основі на гіпотезу Віктора Суворова (Володимира Різуна) про те, що радянське керівництво на чолі з Й. Сталіним готувалося до наступальної війни з Третім рейхом. Впродовж 5 серій автори фільму детально розкривають з позиції даної теорії довоєнні події, які стали каталізатором початку Другої світової та німецько-радянської війни, а також висвітлюють катастрофу Радянського союзу у 1941 році, особливо в перші дні війни з Німеччиною.

## Зміст серіалу
Зміст документального фільму переказаний з точки зору авторів фільму.

### «Гроза» над Європою
Жодна країна світу не знає такої кількості пам'ятників невідомому солдату. Із десяти мільйонів людей, які пішли на фронти Другої світової, майже кожен п'ятий зник безвісти. Переважна кількість — у той самий страшний 41-й рік. Його німе відлуння і донині проступає зотлілими кістками з мерзлої землі Карелії, у білоруських болотах, у лісах під Києвом і на підмосковних полях. Кажуть, що війна не закінчилася, доки не похований останній її солдат. Ми понад півстоліття вшановуємо урочистість перемоги 45-го, а трагічна війна 41-го досі триває…

|                                                                   |  |  |
| Протистояння Сталіна та Гітлера призвело до Другої світової війни |  |  |

У першій серії увага акцентується на таємному плані, розробленому Сталіним та вищими урядниками СРСР про вторгнення до Західної Європи. Директива мала назву «Гроза». Сталін міг зупинити Другу світову війну, але не зробив цього через власні авантюрні плани щодо створення «Світової Соціалістичної Радянської Республіки» (за міфом В. І. Леніна про «Світову революцію»).
Багато уваги у фільмі приділяється змові між «заклятими друзями», Сталіним та Гітлером, щодо розподілу сфер впливу в Європі, закріпленому в таємному протоколі угоди Пакта Молотова — Ріббентропа.
Все це неминуче вело до військового зіткнення двох найстрашніших тоталітарних режимів, двох ворогуючих ідеологій, для яких життя людей не мало ніякого значення. У цій кривавій бійні перемогти міг лише один…

### «Гонка на випередження»
Серія розпочинається з хроніки урочистих маршів 1 травня 1941 року в Німеччині та у Радянському Союзі. До нової жахливої війни за перерозподіл Європи залишалося менше двох місяців.
На одному зі своїх «закритих» виступів 5 травня 1941 року в залі засідань Великого Кремлівського палацу Сталін заявляє перед 2-ма тисячами випускниками Академії Червоної Армії про перехід до нової стратегії — «від оборони до наступу».
За іронією долі, майже у цей же проміжок часу, Гітлер виголошує свою промову перед молодими офіцерами, в якій йдеться про майбутні військові дії, виправдані тим, що «червона чернь піднімає голову над Європою».
Влітку 1941 року «ділити» у Європі вже було нічого. Німеччина окупувала майже всю Західну Європу (окрім Швейцарії та Іспанії, яка була дипломатичним союзником Третього Рейху). Радянський Союз захоплює 11 % території Фінляндії, всю Східну Європу. Конфлікт двох агресорів стає неминучим.
Залишалося лише одне питання: хто розпочне цю сутичку першим — Сталін чи Гітлер?
[[Файл:|міні|ліворуч|80пкс]] «Не пам'ятаю всіх мотивів такого рішення, але мені здається, що тут головну роль відіграв політ Гесса. Якби ми в цей час самі розв'язали війну, висунувши свої війська в Європу, тоді б Англія вступила в союз з Німеччиною, і ми могли опинитися сам-на-сам перед обличчям всього капіталістичного світу»
В. М. Молотов
Спочатку планувалося, що Червона армія перетне кордон і розпочне масовий наступ на Захід 12 червня, однак подія, яка була пов'язана з Рудольфом Гессом 10 травня (коли він на «Мессершмітті» здійснив переліт до Англії) дуже занепокоїла Сталіна та радянське керівництво. Наступ вирішили відкласти до початку липня.
Тим часом у Берліні фельдмаршал Кейтель закінчує розробку календарного плану стану приготувань до операції «Барбаросса». Тепер вже Гітлер випереджав Сталіна.
У серії також розповідається про радянсько-фінську війну та сценарій «втілення в життя» жорстокого плану захоплення Фінляндії Радянським Союзом…
Детальну увага приділяється тому, чому ж саме Сталін не довіряв інформації про початок війни — ні один з інформаторів не міг повідомити точну дату вторгнення Німеччини до СРСР.
22 червня 1941 р. розпочинається німецько-радянська війна. Через абсурдний наказ Жукова, радянські частини, які розташовані на кордоні, заплатять за це тисячами життів…

### «Приголомшливе мовчання»

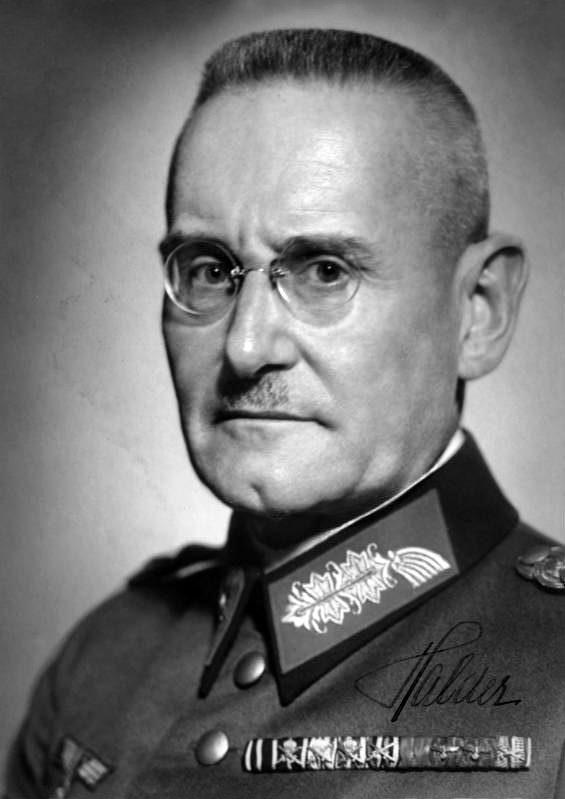

22 червня 1941 року о 5:30 ранку німецьке радіо повідомило про початок війни з СРСР. Невдовзі всі радіостанції світу повторили цю новину. А в Союзі про це повідомив тільки опівдні нарком закордонних справ В. Молотов. Сам Сталін мовчав…
Фільм розкриває таємницю, чому і як же саме німецьким військам вдалося вже в перші години війни оточити Берестейську фортецю. В результаті ідіотизму і боягузництва радянських генералів та полковників, які разом зі значним особовим складом відійшли в напрямку до Вельська, що знаходився в 40 км від кордону, гарнізон Берестейської фортеці лишився сам-на-сам з ворогом.
Ф. Гальдер
Багатотисячним гарнізоном, що опинився у німецьких лещатах, командував майор Петро Гаврилов. 22-а танкова дивізія, що прикривала фортецю з півдня, була понищена німецькими частинами. Вперше у світовій історії піхотні війська розгромили танкову частину за 3 години. Трагедія 1941 року тільки розпочиналася…
Згідно з директивами генштабу вогонь проти німців наказувалося не відкривати. Лише командуючий Західним фронтом Д. Г. Павлов, порушивши військову субординацію, віддав наказ «діяти по-бойовому». Однак через директиву № 3 видану Г. Жуковим, армія розпочала наступ згідно з довоєнним планом «Гроза». Це призвело до справжньої катастрофи.
Серія розвінчує міф про «перший удар», який складався з того, що німецька авіація Герінга знищила велику кількість сил Червоної армії на початку війни у 1941 році. Фільм доводить, що навіть на теоретичному рівні це було неможливо: щоб зрівнятися за кількістю озброєння і військ лише одного 1-го ешелону Червоної армії, кожен німецький бомбардувальник під час «першого авіаудару» повинен був знищити 8 радянських літаків, 9 танків та 40 гармат, що є цілковитою фантастикою. Найсильнішого удару радянським військам завдали в перші ж години війни антирадянські підпільники Західної України.
Тим часом, доки німці майже без перешкод заглиблювалися в тил СРСР, Сталін віддав наказ про повну окупацію Фінляндії, яке розпочалося 25 червня. Червона армія була цілковито розгромлена фінськими мобільними частинами. Фінляндія повернула собі землі, які належали їй до 1940 року. У подальшому це стало однією з причин блокади Ленінграду…

### «Не вдаючись до першопричин»

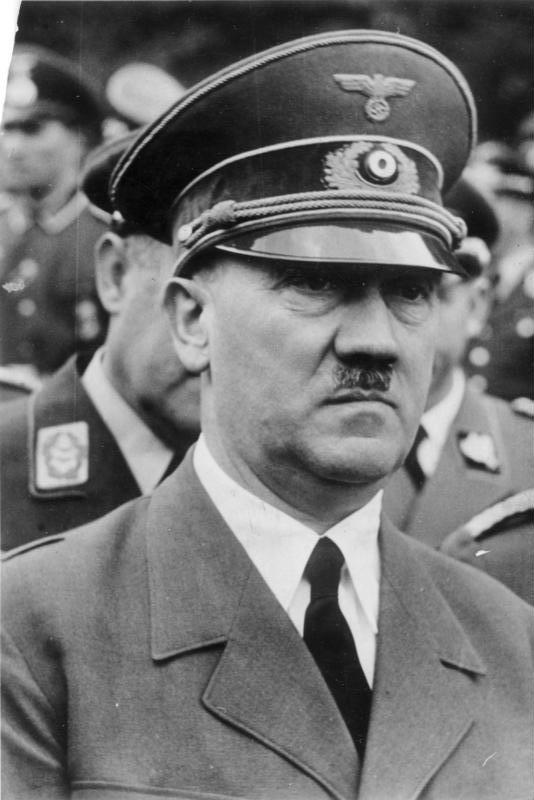

На початку липня 1941 року Ставка Верховного командування направила на фронт спеціальних уповноважених, які мали визначити причини невдач на фронтах та об'єктивно висвітлити це у своїх донесеннях. Через кілька днів почали надходити перші звіти, які починалися зі слів: «Не вдаючись у першопричини того, що відбувається…»

М. М. Нікулін
За перші три тижні війни 1941 року Рейх окупував територію площею 700 тис. кв. км.
Радянська армія за неповний місяць ведення бойових дій втратила 12 тис. танків, 4 тис. літаків та 19 тис. гармат. На один збитий німецький винищувач припадало п'ять знищених радянських літаків, на одну німецьку гармату — 20 радянських, на один танк Вермахту — 33 підбитих радянських. Така статистика військових втрат не мала аналогів в історії війн і не вкладається в жодні канони військової науки.
Червоноармійці масово почали здаватися в полон німцям та дезертирувати з війська. Багато частин просто тікали в тил, кидаючи зброю і техніку. Лише трофейним пальним німецька армія змогла на третину відшкодувати свої втрати і це не враховуючи мільйон одиниць трофейної зброї та велику кількість важкої техніки, яка пішла на озброєння Вермахту.
У фільмі приводяться німецькі військові кіноархівні документи цих страшних, «апокаліптичних картин»…
Немов картковий будинок руйнувалася вся політична система комуністичної держави. Самі ж комуністи, кадровики та партробітники евакуювалися на схід країни, забувши про людей та народ, який вони кинули напризволяще. У цей же час Сталін видає наказ про застосування тактики «випаленої землі».
Підривали цілі житлові квартали у містах після відступу Червоної армії, склади, спалювали пшеничні поля. У Запоріжжі, через вибух «Дніпрогесу» загинуло більше 80 тис. місцевих жителів. Страшний парадокс полягав в тому, що самі німці спостерігали за цим жахом, спричиненим ворогами власного народу — більшовиками, з безпечного берегу Дніпра…
А. Гітлер
16 липня 1941 року у Червоній армії був відновлений інститут комісарів. Інакше кажучи, була видана директива, що дозволяла знову проводити в армії тотальну «чистку» та повністю контролювати дії радянських офіцерів та солдат, пригнічуючи їх тактикою терору та розстрілів.
Багато людей просто не знали за що їм воювати. А ненависть до Сталіна та його оточення була настільки великою, що спочатку німців цивільне населення вважало за визволителів. Спеціально будуть створюватися польові диверсійні групи НКВС, що проникатимуть вглиб захоплених німцями територій і знищуватимуть простих людей…
Влітку 1941 року солдати Червоної армії масово здавалися в полон. На момент початку Смоленської битви в німецькому полоні утримувалося більше 300 тис. колишніх радянських військовослужбовців.
Значна увага у фільмі приділяється обороні Києва у 1941 році і тій катастрофі, яка склалася внаслідок цього.

### «За Батьківщину! За Сталіна!»

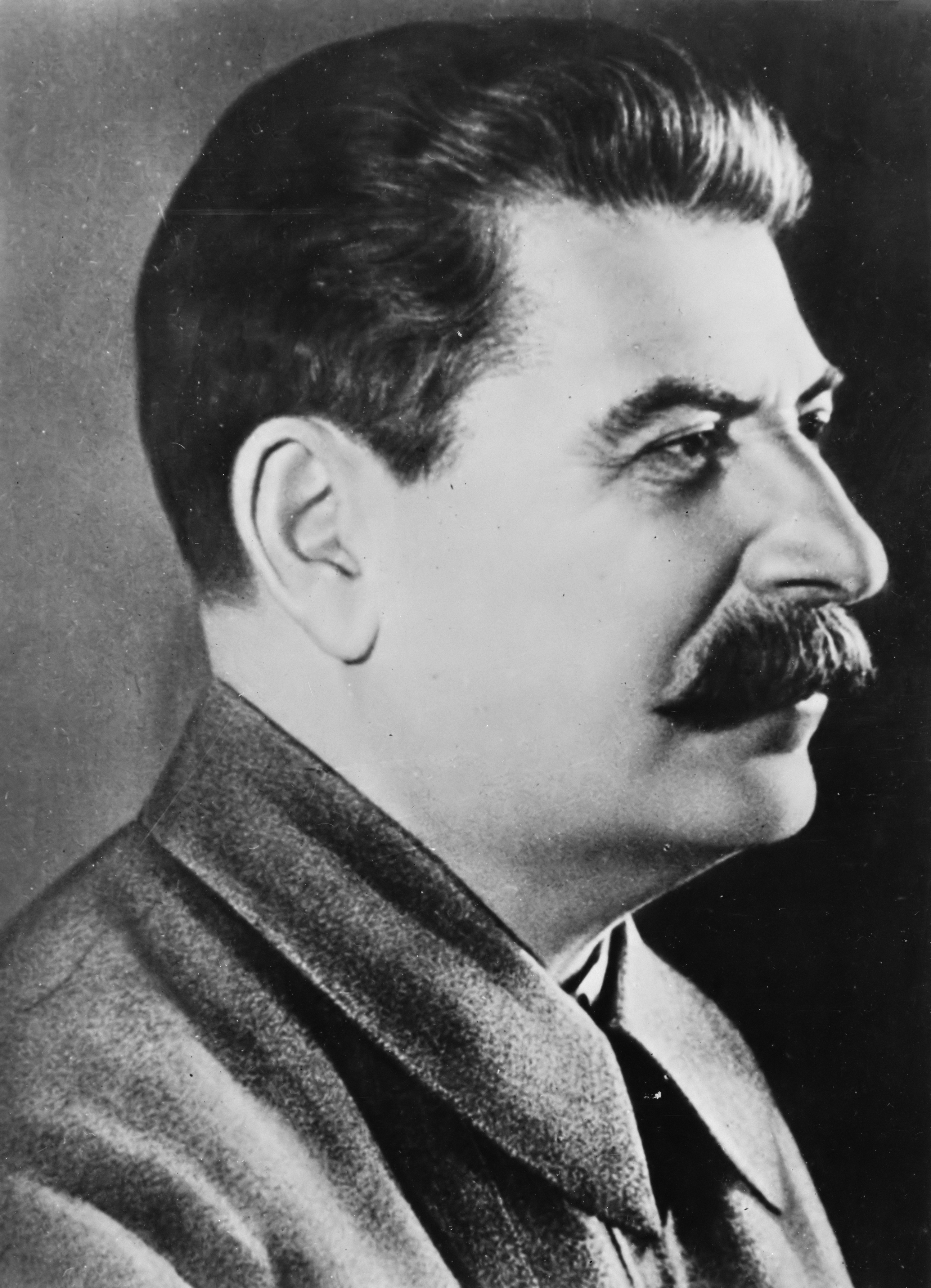

М. М. Нікулін
16 жовтня 1941 року в Москві спалахнула паніка, про яку ніколи не згадували в офіційних історичних дослідженнях тієї війни і яка не була зафіксована в жодному кіно- чи фотодокументі. Того ж дня в столиці сталася ще одна маловідома подія: до майстерні, де виготовлялися нові прапори для створених гвардійських дивізій, особисто подзвонив Йосип Сталін. За його наказом до замовлень швидко вносилися зміни. На всіх прапорах замість вишитого лозунгу: «За Батьківщину! За Сталіна!», необхідно були залишити лише слова: «За Батьківщину!», відкидаючи заклик: «За Сталіна!».
1 жовтня 1941 р. німецька армія починає наступ на Москву. Перший етап операції «Тайфун» був стрімким та напрочуд вдалим. На безмежних захоплених німцями територіях кинуте напризволяще цивільне населення почало формувати загони самооборони, які захищалися від банд дезертирів, а згодом — і від загонів НКВС. Нацисти лише об'єднають ці місцеві загони в поліцейські підрозділи.
4 жовтня німецькі частини зайняли містечко Лікоть, що під Брянськом. Здивовані офіцери Вермахту побачили на вулицях порядок, який забезпечувався озброєними добровольцями. Згодом, завдячуючи генерал-полковнику Гудеріану, який не став чіпати місцеве самоврядування, було сформовано Локотську республіку. На території, яку вона займала і яка за розмірами була більшою за Бельгію, не існувало жодних німецьких комендатур. Республіка мала свій уряд і очолював її колишній політв'язень Костянтин Воскобойнік. За час його діяльності були відновлені промислові установи, працювало 9 лікарень, 37 сільських медпунктів. У кожному селі була своя школа, існували навіть будинки для літніх людей та інтернати для сиріт. Військова адміністрація Вермахту відзначалася значним лібералізмом у керуванні захоплених територій.
Але це не сподобалося Гітлеру і дуже контрастувало з його офіційною політикою та ідеологічним фанатизмом…
Тим часом дедалі посилювався спротив радянських військ німецькій окупації. Солдати вже не поводили себе як загнані та залякані звірі. Вони опиралися ворогові та воювали. І билися не за вождя Сталіна — вони воювали за Батьківщину!
Аналітики німецького генштабу чудово розуміли, що контролювати такі велетенські за розміром території німецьким солдатам не під силу. Саме тому вони виступали за спробу «підірвати Радянський Союз із середини». Творці фільму розвінчують міф Сталіна про те, що на стороні німців воювала «жалюгідна кількість заколотників». Насправді, лише росіян на боці Вермахту воювало 400 тис., а українців — більше 250 тис. І це не враховуючи статистику щодо інших національностей в СРСР! Загалом проти Червоної армії виступило 1 200 000 солдат.
Й. В. Сталін
Також розроблявся план, за яким в райони радянських концентраційних таборів засилалося декілька десантних бригад. Але згодом від цієї ідеї відмовились, бо повстала б і третя сила, яка могла змести і радянську тоталітарну систему, і нацистську.
Починаючи з осені 1941 року, німці почали поводити себе набагато жорстокіше із цивільним населенням. Вони залишили колгоспне кріпацтво, використовуючи рабську систему роботи, яка утримувалася масовим терором. У листопаді було скасовано наказ про звільнення військовополонених і став жорстоким режим перебування в концтаборах. Через холод, голод та хвороби загинуло більше 2 мільйонів людей; єврейське населення нещадно знищувалося, а публічні страти запідозрених у зв'язках із партизанами стали шоком для всіх, хто чекав від німців набагато кращої політики, аніж ту, яку вони побачили за Сталіна. Війна вже йшла на виживання…
Фільм розвінчує міф про те, що військові постачання Радянському Союзу від США та Англії не зіграли суттєвої ролі в перемозі над німецькими військами. Насправді, ленд-ліз на 1945 рік оцінювався в 11 мільярдів доларів. Сюди ввійшли поставки 12700 танків, 427 тис. автомобілів, 23 тис. паровозів тощо. Було поставлено 250 тис. тонн алюмінію, з якого виготовили більше 100 тис. винищувачів. Ця «маленька частка» допомоги союзників СРСР похилила важелі терезів у бік перемоги Червоної армії у німецько-радянській війні.
Фільм завершується пророчою цитатою з книги спогадів фронтовика М. М. Нікуліна:

«Те, кто победил, либо полегли на поле боя, либо спились, подавленные послевоенными тяготами. Остались у власти и сохранили силы другие, те, кто загонял людей в лагеря, те, кто гнал бессмысленные кровавые атаки. На войне особенно отчётливо проявилась подлость большевистского строя. Как в мирное время казнили самых честных, интеллигентных и разумных людей, так и на фронте происходило то же самое, но в еще более открытой и омерзительной форме. Гибли самые честные, чувствовавшие свою ответственность перед обществом, люди. Надо думать, эта селекция народа — бомба замедленного действия. Она взорвётся через несколько поколений, или в 21-м веке, или в 22-м веке, когда отобранные и взлелеянные большевиками масса подонков, породит новое поколение себе подобных»

## Над фільмом працювали
- Автор сценарію те режисер: Ігор Кобрин
- Режисер кінохроніки: Богдан Камбуров
- Звукорежисер: Ганна Малієнко
- Дизайн: Антон Хоролець
- Монтаж: Антон Хоролець, Дмитро Усов
- Текст читали: Сергій Ладесов, Олександр Кочнєв
- Композитор: Ігор Соломатін

## Відео
- 1941 Фільм перший «„Гроза“ над Європою» [Архівовано 4 жовтня 2013 у Wayback Machine.]
- 1941 Фільм другий «Гонка на випередження» [Архівовано 4 жовтня 2013 у Wayback Machine.]
- 1941 Фільм третій «Приголомшливе мовчання» [Архівовано 4 жовтня 2013 у Wayback Machine.]
- 1941 Фільм четвертий «Не вдаючись до першопричин» [Архівовано 4 жовтня 2013 у Wayback Machine.]
- 1941 Фільм п'ятий «За Батьківщину! За Сталіна!» [Архівовано 4 жовтня 2013 у Wayback Machine.]